# 小林稔 (サッカー選手)
小林 稔（こばやし みのる、1976年5月14日 - ）は、神奈川県綾瀬市綾西出身のサッカー指導者、元プロサッカー選手。現在はFC東京のコーチ。現役時代のポジションはディフェンダー（主に右サイドバック）。

## 来歴
小学校2年生の時に兄の影響でサッカーを始める。桐光学園高校では1期下に酒井良、2期下に中村俊輔、佐原秀樹が在籍。1995年に国士舘大学へ進学し、サッカー部に所属。同期には熱田眞、金沢浄、鏑木享、齋藤誠一、富永英明らがおり、在部中の4年間に関東大学リーグ1部で3度、インカレで2度の優勝を達成。個人としても日本大学選抜選出などの実績を残した。
しかし、1999年春の大学卒業時にプロからの内定を得ることが出来ず、Jリーグ・FC東京の練習に練習生として参加し、6月に半年間の契約にこぎつけた。その後は怪我に苦しみなかなかトップでの出場機会を得る事が出来なかったが、2001年シーズン終盤になり、内藤就行の退団や伊藤哲也の負傷といったDF陣の離脱が重なったこともあって、大熊清監督によって右SBに配されるようになった。翌2002年から新たに監督に就任した原博実も開幕スタメンの右SBに小林を起用しレギュラーに定着しつつあったが、同年に移籍加入していた加地亮がチーム環境に慣れるにつれ、小林に替わって右SBのポジションを掴んだため、小林は出場機会を失っていった。この年限りで戦力外となったものの、クラブからはサブ暮らしの日が続いても基本を繰り返し大きな声を出して練習する姿勢を長らく評価されており、現役引退後もFC東京の下部組織にてジュニアユース年代の育成を担当した。
2012年よりジュビロ磐田のコーチに就任。
2019年7月1日より、ヘッドコーチを務める。同年8月14日、磐田監督の鈴木秀人が体調不良のため、天皇杯3回戦・ヴァンラーレ八戸戦で暫定的に指揮を執った。翌15日、鈴木の監督退任に伴い、暫定的に監督業務を務めることが発表された。J1第23節・ガンバ大阪戦では、前半15分にルキアンが累積警告で退場し、約75分を10人でプレーする事態になったが、途中投入した中山仁斗が後半ATのラストプレーでPKを獲得。中山がPKを成功させ、試合は1-1で引き分けた。同試合の結果により、磐田は連敗を3でストップさせた。同月20日より、フェルナンド・フベロが新監督に就任したため、暫定監督業務を終えた。
2022年よりFC東京U-18のコーチに就任した。
2023年はトップチームコーチに就任した。

## 所属クラブ
- 西綾サッカークラブ[1] (綾瀬市立綾西小学校)[4]
- 綾瀬市立城山中学校[2]
- 桐光学園高等学校[2]
- 国士舘大学[2]
- 1999年 - 2002年 FC東京

## 個人成績
| 国内大会個人成績 | 国内大会個人成績 | 国内大会個人成績 | 国内大会個人成績 | 国内大会個人成績 | 国内大会個人成績 | 国内大会個人成績 | 国内大会個人成績 | 国内大会個人成績 | 国内大会個人成績 | 国内大会個人成績 | 国内大会個人成績 |
| 年度             | クラブ           | 背番号           | リーグ           | リーグ戦         | リーグ戦         | リーグ杯         | リーグ杯         | オープン杯       | オープン杯       | 期間通算         | 期間通算         |
| 年度             | クラブ           | 背番号           | リーグ           | 出場             | 得点             | 出場             | 得点             | 出場             | 得点             | 出場             | 得点             |
| 日本             | 日本             | 日本             | 日本             | リーグ戦         | リーグ戦         | リーグ杯         | リーグ杯         | 天皇杯           | 天皇杯           | 期間通算         | 期間通算         |
| ---------------- | ---------------- | ---------------- | ---------------- | ---------------- | ---------------- | ---------------- | ---------------- | ---------------- | ---------------- | ---------------- | ---------------- |
| 1998             | 国士大           | 7                | 旧JFL            | 20               | 0                | -                | -                |                  |                  |                  |                  |
| 1999             | FC東京           | 30               | J2               | 0                | 0                | 0                | 0                | 0                | 0                | 0                | 0                |
| 2000             | FC東京           | 30               | J1               | 0                | 0                | 0                | 0                | 0                | 0                | 0                | 0                |
| 2001             | FC東京           | 30               | J1               | 3                | 0                | 0                | 0                | 1                | 0                | 4                | 0                |
| 2002             | FC東京           | 17               | J1               | 8                | 0                | 1                | 0                | 0                | 0                | 9                | 0                |
| 通算             | 日本             | 日本             | J1               | 11               | 0                | 1                | 0                | 1                | 0                | 13               | 0                |
| 通算             | 日本             | 日本             | J2               | 0                | 0                | 0                | 0                | 0                | 0                | 0                | 0                |
| 通算             | 日本             | 日本             | 旧JFL            | 20               | 0                | -                | -                |                  |                  |                  |                  |
| 総通算           | 総通算           | 総通算           | 総通算           | 31               | 0                | 1                | 0                |                  |                  |                  |                  |

- 2001年10月31日 - Jリーグ初出場：J1 2nd第11節 vs横浜F・マリノス (東京スタジアム)[2]

## 指導歴
- 2005年 - 2011年 FC東京
  - 2005年 - 2006年 普及部 コーチ
  - 2007年 - 2008年 U-15深川 コーチ
  - 2009年 - 2010年 U-15むさし コーチ
  - 2011年 U-15深川 コーチ
- 2012年 - 2021年 ジュビロ磐田
  - 2012年 - 2019年6月 トップチーム コーチ
  - 2019年7月 - 2019年8月 トップチーム ヘッドコーチ
    - 2019年8月 暫定監督(兼任)

  - 2019年8月 - トップチーム コーチ[17]
  - 2020年 U-18 コーチ
  - 2021年 U-18 監督
- 2022年 - FC東京
  - 2022年 U-18 コーチ
  - 2023年 - トップチーム コーチ

## 監督成績
| 年度   | クラブ | 所属   | リーグ戦 | リーグ戦 | リーグ戦 | リーグ戦 | リーグ戦 | リーグ戦 | カップ戦   | カップ戦 |
| 年度   | クラブ | 所属   | 順位     | 勝点     | 試合     | 勝       | 分       | 敗       | ルヴァン杯 | 天皇杯   |
| ------ | ------ | ------ | -------- | -------- | -------- | -------- | -------- | -------- | ---------- | -------- |
| 2019   | 磐田   | J1     | 18位     | 1        | 1        | 0        | 1        | 0        | -          | ベスト16 |
| 通算   | 日本   | J1     | -        | -        | 1        | 0        | 1        | 0        | -          | -        |
| 総通算 | 総通算 | 総通算 | -        | -        | 1        | 0        | 1        | 0        | -          | -        |

- 2019年は暫定監督として8月に就任し、同月に退任。

| 年度   | クラブ           | 所属               | リーグ戦 | リーグ戦 | リーグ戦 | リーグ戦 | リーグ戦 | リーグ戦 |
| 年度   | クラブ           | 所属               | 順位     | 勝点     | 試合     | 勝       | 分       | 敗       |
| ------ | ---------------- | ------------------ | -------- | -------- | -------- | -------- | -------- | -------- |
| 2021   | ジュビロ磐田U-18 | プレミアリーグWEST | 8位      | 19       | 18       | 5        | 4        | 9        |
| 通算   | 日本             | プレミアリーグWEST | -        | -        | 18       | 5        | 4        | 9        |
| 総通算 | 総通算           | 総通算             | -        | -        | 18       | 5        | 4        | 9        |